# ホンダ・P700
P700（ピーななひゃく）は、本田技研工業がかつて生産していたピックアップトラック型の小型商用車である。

## 概要
1965年10月の第12回東京モーターショーにて発表され、同年11月に発売された小型ライトバンのL700をベースにした小型ピックアップトラックである。
L700E型 687cc 水冷直4DOHCエンジン（52馬力、シングルキャブレター）を搭載し、フロントサスペンションにピックアップトラック用としては日本初のストラット式を採用した革新的モデルだった。
しかし、高回転型であまりにもピーキーすぎるエンジン特性がたたり、販売面では大きく苦戦を強いられた。てこ入れとして翌年にはS800用のAS800E型エンジンを基に商用車向けにカムプロファイルの変更、キャブレーションの変更等でデチューンしたL800E型 791cc 水冷直4DOHCエンジン（58馬力）を搭載するL800/P800にバージョンアップされた。100ccアップによるトルク増はあったものの高回転型エンジンという特性は変わっておらず、売れ行きは若干の改善があったものの依然振るわず短命に終わった。
そのため当時より見かける事が少なく、その地味目な外観に反してエンジンは精密かつ、アルミ合金製であったため、アルミを目的の為に解体されたり、当時から人気の高かったS600/S800の為に、部品取り車にされることが多々あったため、LシリーズおよびPシリーズをまとめても現存する個体は数える程しかない、大変な希少車となってしまった。販売数もそうであるが、平日は商用、休日は自家用としてという当初のコンセプトからか若干Lシリーズの方が残存数においても優位にあり、商用一辺倒のPシリーズで現存が確認できるものは、ホンダコレクションホール収蔵車を含めても数台のみである。
余談だが、フロントに採用されたマクファーソン・ストラット式の前輪独立懸架は、一般的に日本初と称される初代トヨタ・カローラに先んじているが、地味な小型ピックアップトラックの為かほとんど知られていない。また、れっきとしたフレーム車にもかかわらずダンパーとコイルを分離させたストラットを採用した為、トーションバーのサスペンションを採用したフレーム車とは異なり、サスペンション保持部が大きくせりあがる形の特異な形のフレームとなっている。

## オプション部品
ピックアップトラックであるため、兄弟車のLシリーズと比べても装備品は非常に簡素なものとなっており、ラジオはおろかヒーター、シートベルト等も省略されておりオプション部品となる。
この他、荷台部分にターポリン製のホンダ純正の幌（ホロ）およびワクが用意されていたが、車体の数から考えると既に現存していないものと思われる。

## 豆知識
P700とL700を、4人乗りの小型2ドアハードトップクーペに再設計したN800が1965年10月の東京モーターショーに参考出品されたことがある。しかし、当時の藤沢武夫副社長の一声で市販化は見送られた。
N800のホイールハブは、ベースとなったボルトが4本のL700/L800/P700/P800用とは異なり、S500/S600/S800用と共通の5本であり、S500/S600/S800同様アルフィン式の4輪ドラムブレーキが採用されていた。
本車種の生産終了後、軽自動車を除き、ホンダのピックアップトラックは北米専売車のリッジラインまで存在しなかった。